# Вілберт Одрі
Вілберт Вір Одрі (англ. Wilbert Vere Awdry; 15 червня 1911, Ромсі, Гемпшир — 21 березня 1997, Страуд, Глостершир) — англіканський священник, прихильник залізниць і дитячий письменник. Знаний як творець паровозика Томаса та кількох інших персонажів, які з'являлися в його серії «Залізниця».

## Біографія
Народився у будинку священника в Ампфілді поблизу Ромсі, Гемпшир, 15 червня 1911 року у сім'ї англіканського вікарія Ампфілда Вір Одрі (1854—1928) та Люсі Одрі (до шлюбу Бері; 1884—1965). Після народження Вілберта, його мама описала свого новонародженого сина як «коротку, але (але ідеально сформовану) дитину з довгими пальцями рук і ніг, „мишачим обличчям“ (з підборіддям і вухами, як в Одрі) та гучним і наполегливим голосом». Вір Одрі був сином судді Джона Вітера Одрі та братом єпископа Вільяма Одрі. Ім'я Вілберт походить від імен Вільяма та Герберта, двох братів його батька. Його молодший брат, Джордж, народився 10 серпня 1916 року та помер 27 жовтня 1994 року. Усі троє старших зведених суродженців Одрі від перших двох шлюбів його батька померли молодими, наймолодший загинув у Першій світовій війні. Малюком став свідком, як його батько сам побудував 37-метрову модель залізниці. 1917 року сім'я переїхала до Бокса у Вілтширі, де змінили будинки у 1919 та 1920 роках, третім будинком став «Кінець подорожі», який залишався сімейним гніздечком до серпня 1928 року.
«Кінець подорожі» був лише у 180 метрах від західного кінця тунелю Бокса. Через підйом там розміщували локомотиви, які допомагали вантажним поїздам підійматися на пагорб. Поїзди зазвичай курсували вночі, і юний Одрі чув у своїй кімнаті і прислухався до сигналів. Одрі розповідав, що описував звук двигунів: «Потрібно було трохи уяви, щоб почути у звуках, які видавали двигун поїзда та двигун локомотива, що вони говорять один одному». «У мене не було жодних сумнівів, що всі парові двигуни мають певні особливості. Я чув, як вони хропуть на підйомі, і не потрібно було багато уяви, щоб почути розмову двох задиханих двигунів». Це надихнуло на історію про те, як Едвард допомагає поїзду Гордона піднятися на пагорб, яку через 25 років розповів своєму синові Крістоферу.
Одрі здобув освіту в школі Марлборо-Гаус у Гокгерсті, графство Кент (1919—1924), школі Донтсі у Вест-Лавінгтоні, графство Вілтшир (1924—1929), школі Святого Петра в Оксфорді (бакалавр, 1932) та школі ВайкліффГолл в Оксфорді, де 1933 року здобув диплом з теології. У 1933—1936 роках викладав у школі Святого Георгія в Єрусалимі, яка тоді входила до складу Підмандатної Палестини. 1936 року висвячений на диякона англіканської церкви, а згодом на священника. 1938 року одружився з Маргарет Емілі Вейл (1912 – 21 березня 1989). 1940 року прийняв сан священника в церкві Святого Миколая в Кінгс-Нортоні, Бірмінгем, де й жив до 1946 року. Згодом переїхав до Кембриджширу, де обіймав посаду ректора Елсворта та Кнапвелла (1946—1950), сільського декана в Борні (1950—1953), а потім вікарія Емнета, Норфолк (1953—1965). 1965 року залишив повночасне служіння та переїхав до Родборо в графстві Страуд, Глостершир.
1942 року, щоб розважити свого сина Крістофера, коли той страждав на кір, Одрі вигадав персонажі, які зробили його відомим, та перші історії. Після того, як Одрі написав «Три паровози», він побудував для Крістофера модель Едварда, а також кілька вагонів і диліжансів з дерев'яної мітли та обрізків дерева. Крістофер також хотів модель і Гордона, але через брак матеріалів у воєнні роки батько змайстрував невеликий танк-паровоз 0-3-0, який назвали «Томас — Томас-паровозик». Історії про Томаса 1946 року вийшли друком як «Томас-паровозик».
Перша книга, «Три залізничні паровози», вийшла друком 1945 року у Лестері. Одрі написав 26 книг з серії «Залізниця», остання з яких вийшла 1972 року. Згодом Крістофер додав до серії ще кілька книг.
1947 року компанія Hudswell Clarke побудувала паровоз 0-6-0T № 1800. Він пропрацював на Британському цукровому заводі в Пітерборо, штовхаючи вагони з цукровим буряком до переходу на дизельне пальне. 1973 року Залізничне товариство Пітерборо придбало локомотив, який став зіркою залізниці Нене-Веллі.

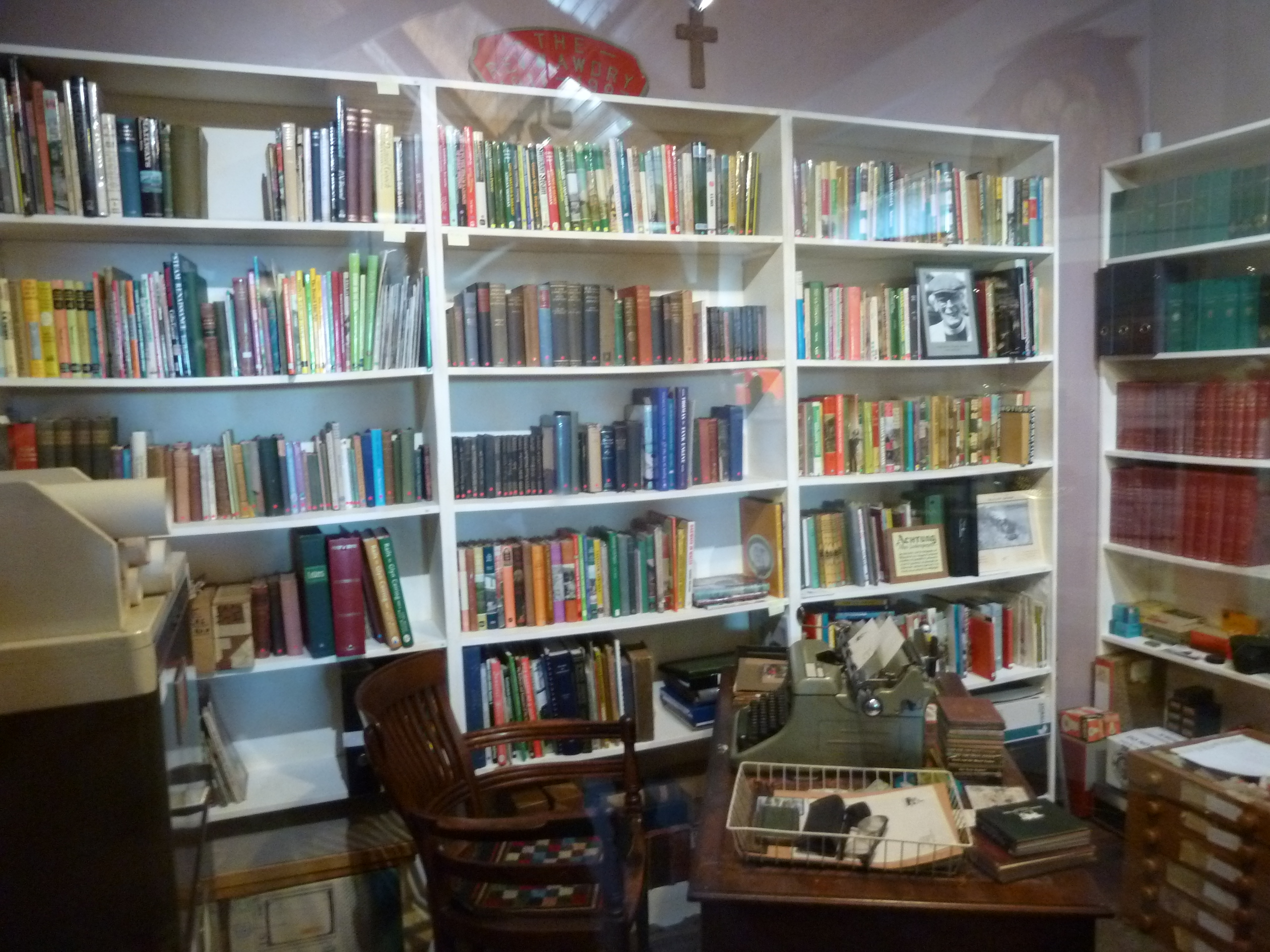
Кабінет Одрі, що зараз зберігається в Музеї вузькоколійної залізниці на Таліллінській залізниці

1952 року Одрі волонтерив як охоронець Таліллінської залізниці в Уельсі. Залізниця надихнула його на створення залізниці Скарлої, заснованої на Талілліні, а деякі з його пригод описав в історіях.

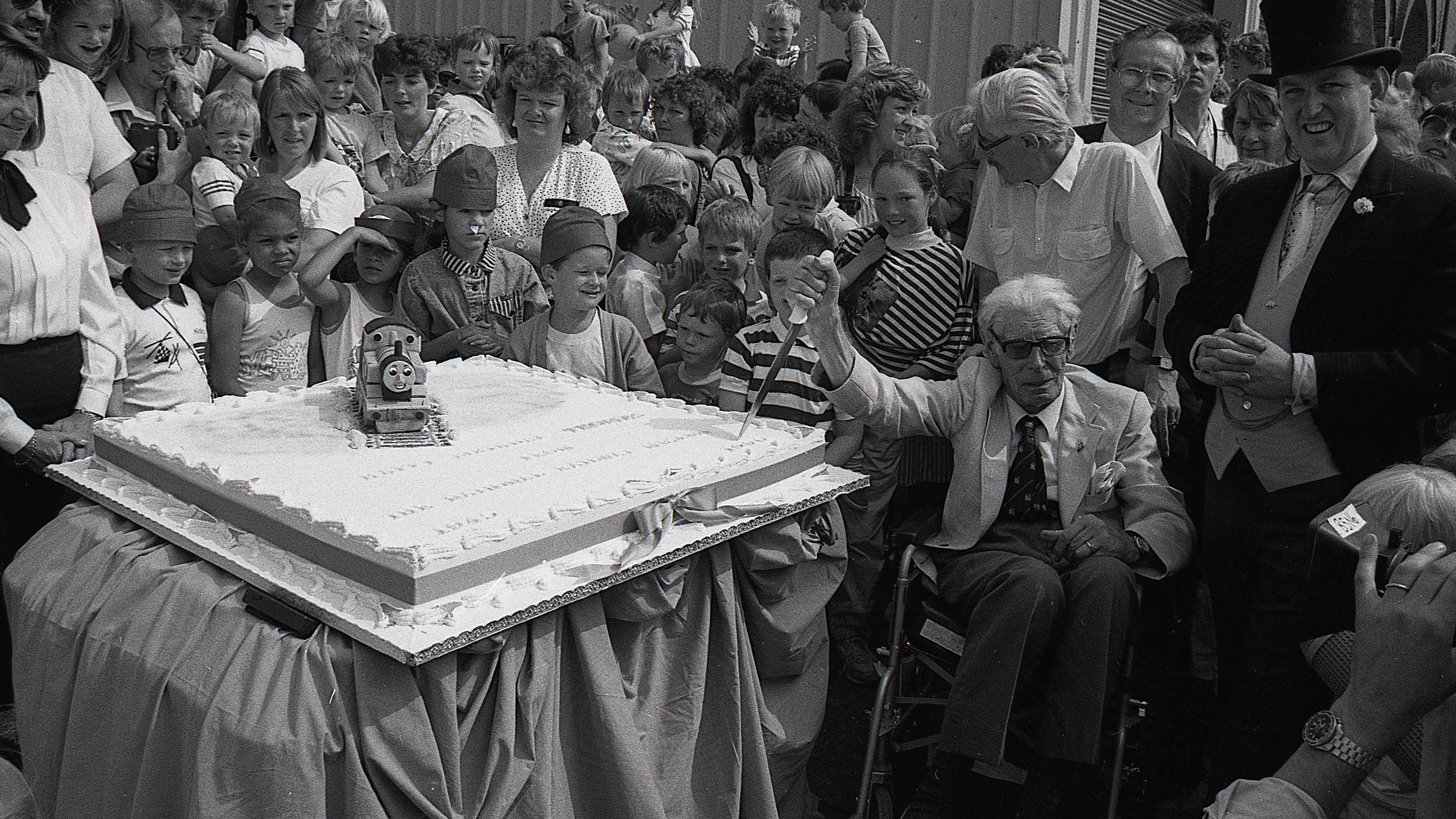
Вілберт Одрі розрізає іменинний торт для паровозика Томаса в Національному залізничному музеї, Йорк, 1980 рік.

Своє захоплення залізницями Одрі демонстрував не лише у книгах. Він займався збереженням залізниць та будував моделі, які возив на виставки. В на горищі свого будинку Емнеті він створив розгалужену мережу моделей залізниць, засновану на Барроу-ін-Фернесс.
У 1950-х роках Одрі змінив підхід до написання та додав реальний конфлікт між паровими та дизельними двигунами. У ті роки Британська залізниця почала модернізувати залізничну мережу, виводячи з експлуатації парові двигуни та замінюючи їх сучасними дизельними двигунами. У своєму всесвіті Одрі «почав частіше згадувати місце, знане як „Інша залізниця“, і трактуючи його як пекло парових двигунів. „Інша залізниця“ уособлювала Британську залізницю та її бездушне позбавлення від незліченних парових двигунів».
Окрім серії книг «Залізниця», Одрі писав художні та документальні книги. Історія про «Жучка Белінду» розповідала про червону машину. В ілюстраціях до видань у м'якій обкладинці це був Volkswagen Beetle.
1996 року став кавалером ордена Британської імперії, але його здоров'я погіршилося, і він не зміг поїхати до Лондона. Помер уві сні в Страуді, Глостершир, 21 березня 1997 року у 85 років. Його прах похований у крематорії Глостера.
Біографія «Томас — паровозик», написана Браяном Сіблі, вийшла друком 1995 року.

## Пам'ять

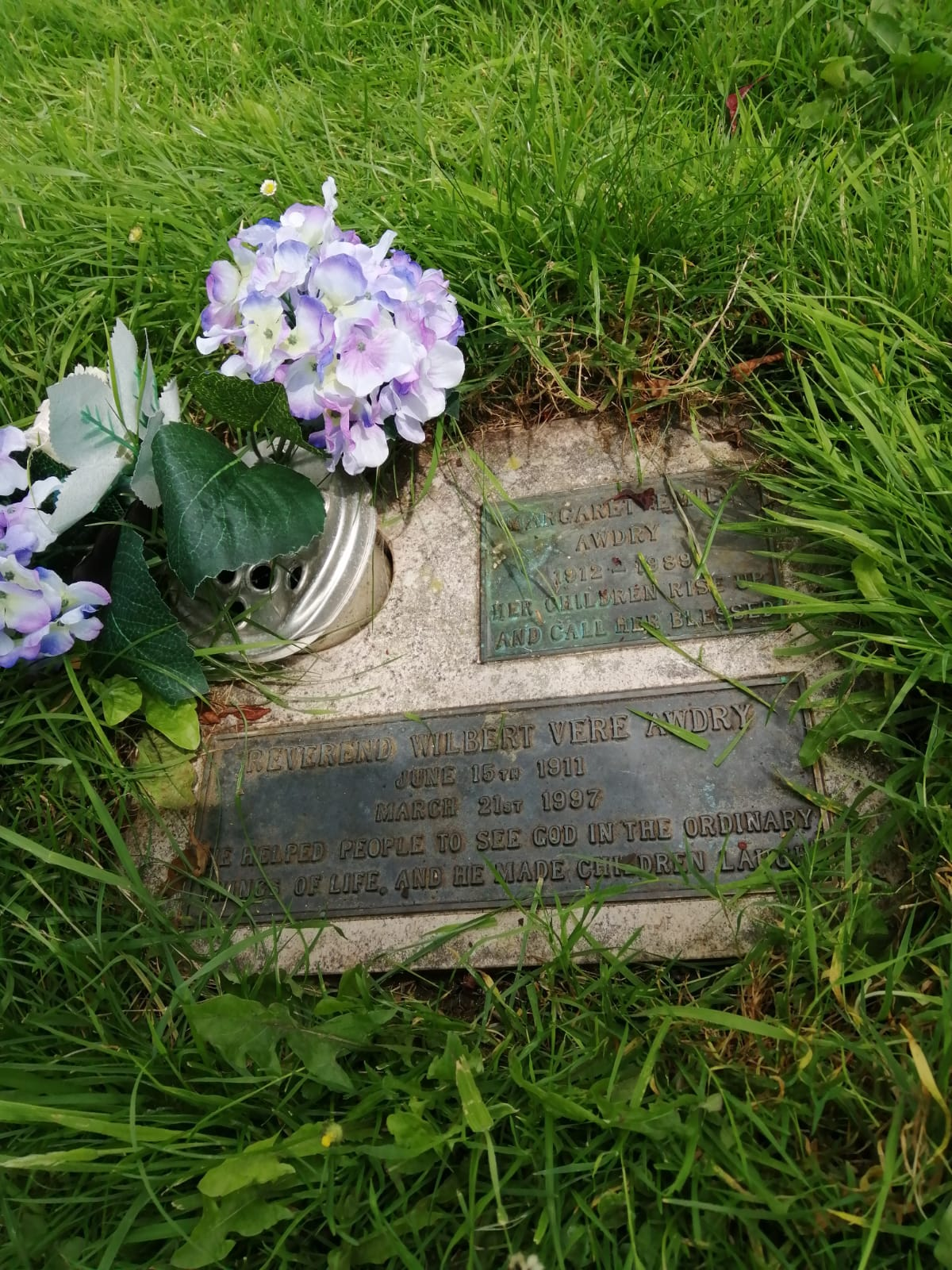
Меморіальна дошка Одрі та його дружини Маргарет, на Черч-Плейс, Родборо, Глостершир

Локомотив класу 91, 91 124, раніше мав назву «Преподобний В. Одрі».
2003 року на замовлення сім'ї Одрі в церкві Святого Едмунда в Емнеті, Норфолк, відкрили вітраж.
2011 року його донька Вероніка Чемберс відкрила синю табличку в будинку старого вікарія в Емнеті, де він жив у 1953—1965 роках. 2012 року у місті Бокс на будинку, де він жив у 1920—1928 роках, також відкрили синю табличку.
2013 року Рада графства Кембриджшир назвала свої нові офіси у Вісбеч-Одрі-Гаус на його честь.
2015 року комп'ютерне зображення Одрі з'явилося епізодично у повнометражному спеціальному випуску «Легенда Содора про загублений скарб» від «Томас і друзі». Персонаж Худий священник, з'являвся ще кілька разів, зокрема у фільмі «Великі перегони» (2016).
2017 року у містечку Чандлерс-Форд у Гемпширі, поряд з Ампфілдом, відкрили пішохідний залізничний міст на честь Одрі.
2021 року, з нагоди 75-ї річниці паровозика Томаса, на старій будівлі церкви Святої Трійці в Елсворті, Кембриджшир, відкрили синю табличку.

## Лист до Крістофера

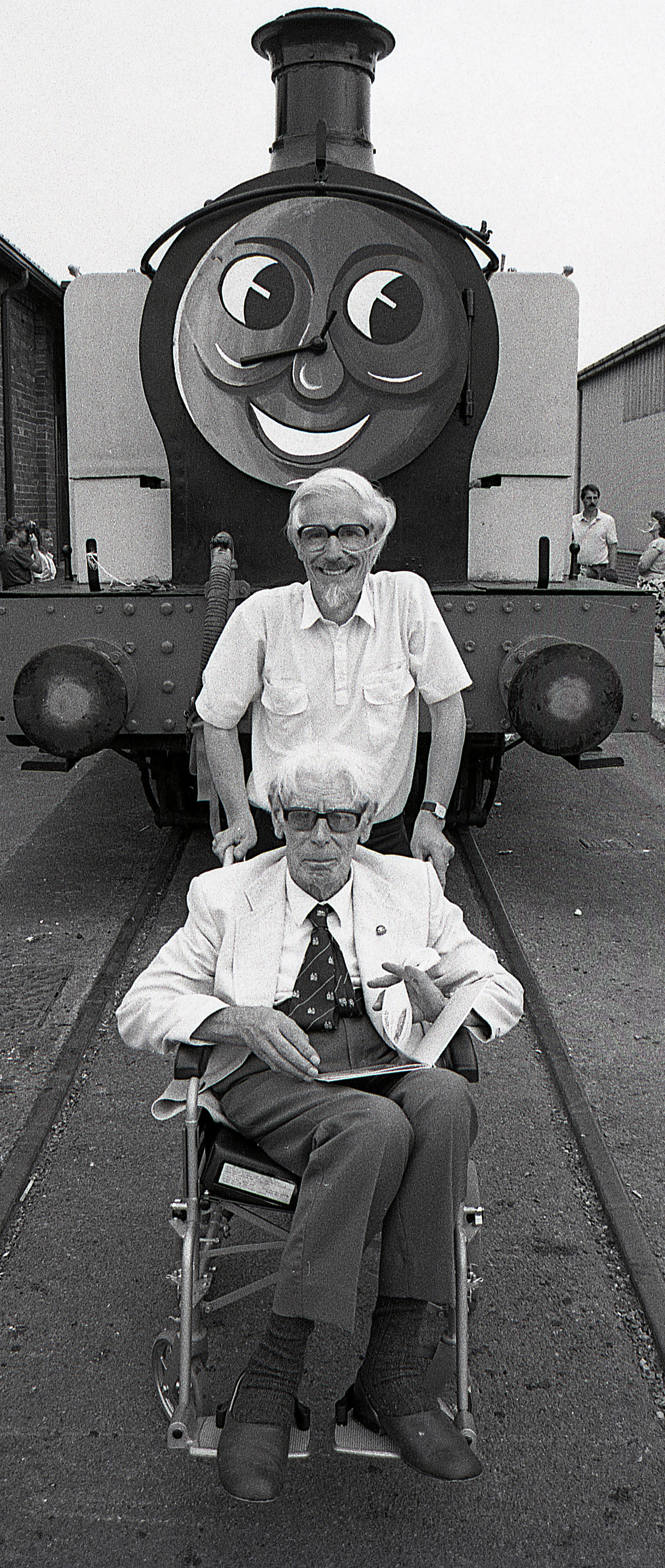
Вілберт та син Крістофер Одрі, Національний залізничний музей, Йорк, 1980

У другій книзі серії «Паровозик Томас» Одрі написав «листа» своєму синові Крістоферу. У наступних книгах автор публікував подібний лист до читачів, який знайомив з передісторією.
Лист також з'являється на початку епізодів мультфільму «Томас і друзі» у 2004—2012 роках. Лист з'являється разом із книжкою оповідань, на обкладинці якої зображено Томаса, зверху — «Паровоз Томас» та внизу — «Від преподобного В. Одрі». Листа зачитує закадровий голос британського актора Найджела Пласкітта.

## Публікації
Художня література
- Серія «Залізниця»
  - No. 1 The Three Railway Engines (1945)
  - No. 2 Thomas the Tank Engine (1946)
  - No. 3 James the Red Engine (1948)
  - No. 4 Tank Engine Thomas Again (1949)
  - No. 5 Troublesome Engines (1950)
  - No. 6 Henry the Green Engine (1951)
  - No. 7 Toby the Tram Engine (1952)
  - No. 8 Gordon the Big Engine (1953)
  - No. 9 Edward the Blue Engine (1954)
  - No. 10 Four Little Engines (1955)
  - No. 11 Percy the Small Engine (1956)
  - No. 12 The Eight Famous Engines (1957)
  - No. 13 Duck and the Diesel Engine (1958)
  - No. 14 The Little Old Engine (1959)
  - No. 15 The Twin Engines (1960)
  - No. 16 Branch Line Engines (1961)
  - No. 17 Gallant Old Engine (1962)
  - No. 18 Stepney the «Bluebell» Engine (1963)
  - No. 19 Mountain Engines (1964)
  - No. 20 Very Old Engines (1965)
  - No. 21 Main Line Engines (1966)
  - No. 22 Small Railway Engines (1967)
  - No. 23 Enterprising Engines (1968)
  - No. 24 Oliver the Western Engine (1969)
  - No. 25 Duke the Lost Engine (1970)
  - No. 26 Tramway Engines (1972)
  - Thomas's Christmas Party (1984)
  - Thomas Comes to Breakfast (1985)
- Belinda the Beetle (1958) іл. Іонікус
- Belinda Beats the Band (1961) illustrated by John T. Kenney
- W V Awdry & G E V Awdry, The Island of Sodor: Its People, History and Railways, Kaye and Ward, 1986.

Нехудожня література
- Our Child Begins to Pray (Edmund Ward, 1951)
- P J Long & W V Awdry, The Birmingham and Gloucester Railway, Alan Sutton Publishing, 1987.
- Chris Cook and W V Awdry, Guide to the Steam Railways of Great Britain, Pelham Books, 1979.